# Sun Liang
En aquest nom xinès, el cognom és Sun.
Sun Liang (243 - 260 EC) va ser el segon emperador de Wu Oriental durant el període dels Tres Regnes de la història xinesa. Va ser el fill més jove i l'hereu de l'emperador fundador Sun Quan. Ell és també conegut com el Príncep de Kuaiji (會稽王) o (amb més freqüència) Marquès de Houguan (候官侯), els quals foren els seus títols consecutius posteriorment al seu destronament en el 258 a mans del regent Sun Lin després del seu fallit intent per llevar a Sun Lin del poder. Va ser succeït pel seu germà Sun Xiu, que va reeixir matant a Sun Lin. Dos anys després de ser destronat Sun Liang, ell va ser acusat falsament de traïció i degradat a Marqués, sent que es va suïcidar.

## Començaments
Sun Liang va nàixer en el 243, de Sun Quan i una de les seves consorts favorites, l'Consort Pan. Sent el fill més jove de Sun Quan, era ben cuidat pel seu pare, que estava molt feliç de tenir un fill en la seva vellesa (61 anys en el moment del naixement de Sun Liang). Ell també va créixer en un ambient de palau on els oficials s'estaven alineant amb qualsevol dels seus dos germans majors que lluitaven per la supremacia -- Sun He el príncep hereu i Sun Ba (孫霸) el Príncep de Lu, que tenia en cor prendre la posició. En el 250, fart dels constants atacs del Príncep Ba contra el Príncep Hereu He, Sun Quan inexplicablement va ordenar al Príncep Ba de suïcidar-se i va deposar el Príncep Hereu He.